# CADAM
CADAM（キャダム）は、ロッキード社が開発した機械系2次元CADソフトウェアである。

## 概要
CADAMとはComputer Augmented Design and Manufacturingの頭文字を略したものである。ロッキードが社内用に飛行機設計のために開発した2次元CADであったが、1972年より外販され、IBMのメインフレームとのセットで販売された。大手自動車メーカーで採用されるなど、機械系CADソフトとしては大きなシェアを持っていた。1983年に、CADAM INCがロッキード社の子会社として設立されると、開発は子会社へ移管される。その後、IBMが会社ごとソフトウエアの権利を取得した。1992年にCADAM事業がIBMからダッソー・システムズ社に売却されると、CADAMは3次元CADのCATIA V4と統合されていき、現在はCATIA CADAM Drafting (CCD)と改称して、CATIA V5コンポーネントのひとつとして販売されている。

## 特徴
基本的にIBM製のホストコンピュータと端末のセットで使用された。通常のキーボード以外に、作図機能を選択する独自の「ファンクションキーボード」を使用する。
なお、1985年にホストコンピュータのCADAMの機能を日本でパソコンに移植した MICRO CADAM は、CADAMがダッソー社に売却された後も継続して日本アイ・ビー・エム・サービス株式会社にてサービス・オファリングとして開発、サポートされている